# Horia-Roman Patapievici
Pour les articles homonymes, voir Horia.
Horia-Roman Patapievici est un écrivain, essayiste, physicien et philosophe roumain né le 18 mars 1957 à Bucarest.

## Biographie
Patapievici suit les cours d'un master sur les lasers en physique à la Faculté de Bucarest et en sort, diplômé, en 1981. Il commence ensuite une thèse de doctorat en philosophie à la Faculté de Bucarest intitulée Imaginaire philosophique de la physique. Le cas de Pierre Duhem.
Patapievici est employé entre 1986 et 1989 comme chercheur dans un institut d'étude des semi-conducteurs. Il devient assistant à la Chaire de physique de l'Institut polytechnique de Bucarest le 1er octobre 1990. Le 1er octobre 1994 il quitte le département de physique pour diriger le centre d'études germaniques à la Faculté de philosophie de l'Université de Bucarest jusqu'en 1996.
Depuis 1998, Patapievici est éditorialiste à la Revue 22. En mars 2000, il est choisi pour participer au Consiliul Național pentru studierea arhivelor Securității, le conseil national chargé d'étudier les archives de la Securitate, l'ancienne police politique sous la dictature de Nicolae Ceaușescu.
En 2005, il prend la tête de l'Institut culturel roumain (Institutului Cultural Român) à la place d'Augustin Buzura. Il est contraint à la démission à la suite de pressions de la majorité législatives de centre-gauche de Victor Ponta en juillet 2012. Patapievici est alors remplacé par Andrei Marga,.

## Distinctions
- Prix de meilleur début de l'Union des écrivains de Roumanie, 1995
- La Médaille (avec brevet) : “Timișoara 10 ans de ville libre du communisme”, 1999
- Prix du meilleur essai de l'Union des écrivains de Roumanie, pour Omul recent [L'homme récent], 2001
- Prix du meilleur essai de l'Union des écrivains de Roumanie, Ochii Beatricei, sau cum arată cu adevărat lumea lui Dante [Les yeux de Béatrice ou le monde de Dante tel qu'il est vraiment], 2005

## Œuvres
- Cerul văzut prin lentilă [Le ciel observé à travers une lentille optique], essai, Bucarest, Nemira, 1995
- Zbor în bătaia săgeții [Vol dans le tir de la flèche], roman d'apprentissage, 320 p., Bucarest, Humanitas, 1995
- Flying against the Arrow, Budapest, Central European University Press, 2000
- Politice [Politiques], recueil d’articles de presse (éditoriaux publiés initialement dans la Revue 22 ou sur Alexandru Paleologu), Bucarest, Humanitas, 1996
- Omul recent [L'homme récent], Bucarest, Humanitas, 2001
- Discernământul modernizarii [Le discernement de la modernisation], Bucarest, Humanitas, 2004
- Ochii Beatricei, sau cum arată cu adevărat lumea lui Dante [Les yeux de Béatrice ou le monde de Dante tel qu'il est vraiment], Bucarest, Humanitas, 2004
- Istoria unei idei: non-separabilitatea [L'histoire d'une idée : l'inséparabilité], dans Bohm D, Plenitudinea lumii și ordinea ei [La Plénitude de l'univers et son ordre], Bucarest, Humanitas, 1995, préface (p.7-25)
- Ioan Petru Culianu: o mathesis universalis i.e. Ioan Petru Culianu : une Mathesis universalis, dans Culianu, I.P. Gnozele dualiste ale Occidentului [Culianu I.P, les gnoses dualistes de l'occident], Bucarest, Nemira, 1995, postface, (p.345-378)
- A Theory of the Internal Medium. An Essay on the Reality of Philosophical Imaginary Concept in Exact Sciences, dans New Europe College Yearbook 1994, Bucarest, Humanitas, 1996, (p.43-91)
- Metafizica națiunii în act este o politică [La métaphysique de la nation en action est une politique], dans Andreescu, G. (éditeur) Romania versus Romania, Bucarest, 1996, (p.174-193)
- Anatomia unei catastrofe [L'anatomie d'une catastrophe] dans Chimet, I. (éditeur) Momentul adevărului [Le moment de vérité], Cluj, Dacia, 1996, (p.168-183)
- E.M. Cioran : Entre le démon fanfaron et le barbare sous cloche, lectures de Cioran, textes réunis par Norbert Dodille et Gabriel Liiceanu, L’Harmattan, 1997, (p.61-67)
- Dialogul generalizat al ideilor [Le dialogue généralisé des idées], dans Antohi, S. et Craiuțu, A. (éditeurs), Pentru o filosofie a dialogului. Eseuri în onoarea lui Mihai Șora, Bucarest, Nemira, 1997, (p.206-232)
- Galileo Galilei: o carte despre destinul lui în cultura romană ou Galileo Galilei : un livre sur son destin dans la culture roumaine, dans Stratan, Gh., Galileu! O, Galileu!, Bucarest, Logos, 1997, postface, (p.186-197)
- Ludwig von Mises: un aliat împotriva bigotismului intelectual [Ludwig von Mises : un allié contre la bigoterie intellectuelle], dans Mises, Ludwig von, Economic Policy. Thoughts for Today and Tomorrow, Bucarest, Nemira, 1998, préface
- O idee care ne sucește mințile [Une idée qui nous fait tourner la tête], en collaboration avec Andrei Pleșu et Gabriel Liiceanu, Bucarest, Humanitas, 2014

### Traduction
- David Bohm, Plenitudinea lumii și ordinea ei, Bucarest, 1995 (titre original : The Wholeness and the Implicate Order, 1980)